# جایزه بزرگ آفریقای جنوبی ۱۹۶۹
جایزه بزرگ آفریقای جنوبی ۱۹۶۹ (انگلیسی: ‎1969 South African Grand Prix‎) یک مسابقهٔ موتوری در رشتهٔ اتومبیل‌رانی فرمول یک بود که در تاریخ ۱ مارس ۱۹۶۹ در کیالامی واقع در میدراند، خاوتنگ، آفریقای جنوبی برگزار شد. این گراند پری در میان ۱۱ گراند پری در فصل ۱۹۶۹، مسابقهٔ شمارهٔ ۱ بود.
در این مسابقه که در ۸۰ دور و به مسافت ۳۲۸٫۳۲۰ کیلومتر (۲۰۴٫۰۰۹ مایل) برگزار شد، پول پوزیشن توسط جک برابام کسب شد و سریع‌ترین زمان برای طی یک دور پیست که برابر با ۱:۲۱٫۶ بود نیز توسط جکی استوارت به ثبت رسید.
جکی استوارت از تیم ماترا-فورد، گراهام هیل از تیم لوتوس-فورد و دنی هیولم از تیم مک‌لارن-فورد به‌ترتیب مقام‌های اول تا سوم مسابقه را کسب کردند.

## رده‌بندی قهرمانی پس از مسابقه
| جایگاه | راننده      | امتیاز |
| ------ | ----------- | ------ |
| ۱      | جکی استوارت | ۹      |
| ۲      | گراهام هیل  | ۶      |
| ۳      | دنی هیولم   | ۴      |
| ۴      | جو سیفرت    | ۳      |
| ۵      | بروس مک‌لارن | ۲      |
| منبع:  |             |        |

| جایگاه | سازنده      | امتیاز |
| ------ | ----------- | ------ |
| ۱      | ماترا-فورد  | ۹      |
| ۲      | لوتوس-فورد  | ۶      |
| ۳      | مک‌لارن-فورد | ۴      |
| منبع:  |             |        |

یادداشت
- تنها پنج جایگاه نخست از هر رده‌بندی نمایش داده شده‌است.